# Johann Andreas Hesse
Johann Andreas Hesse (* 1763; † 1835) war ein deutscher Orgelbauer, der von 1794 bis 1835 in Lunzenau, Sachsen, tätig war.

## Schaffen
Seine Ausbildung erhielt er vor 1994 bei Christian Gottlob Häcker. 1794 arbeitete Johann Andreas Hesse an einem Neubau von Häcker in Lunzenau mit.

## Werke (Auswahl)
Ein großes „P“ steht für ein selbstständiges Pedal, ein kleines „p“ für ein angehängtes Pedal. Eine Kursivierung zeigt an, dass die betreffende Orgel nicht mehr erhalten ist oder lediglich noch der Prospekt aus der Werkstatt stammt.
| Jahr    | Ort              | Kirche                  | Bild | Manuale | Register | Bemerkungen                                                                              |
| ------- | ---------------- | ----------------------- | ---- | ------- | -------- | ---------------------------------------------------------------------------------------- |
| 1795    | Göhren           | St. Katharina und Georg |      | I/P     | 10       | Neubau                                                                                   |
| 1801    | Glösa            | Dorfkirche              |      |         |          |                                                                                          |
| 1803    | Oberelsdorf      | Dorfkirche              |      | I/P     | 11       | Neubau, 1913 durch neue Orgel von Schmeisser ersetzt                                     |
| 1804    | Niederklobikau   | Dorfkirche              |      |         |          | Gutachten über die Reparatur oder Umarbeitung der alten Orgel                            |
| 1805    | Niederstriegis   | Dorfkirche              |      | I       |          | Neubau; 1858 nach Arnsdorf verkauft, wo sie wegen schlechtem Zustand 1930 ersetzt wurde. |
| 1806    | Altmörbitz       | Dorfkirche              |      | I/P     | 10       | Neubau                                                                                   |
| 1814    | Wildbach         | Dorfkirche              |      | II/P    | 20       | Neubau                                                                                   |
| 1815    | Schönbach        | Dorfkirche              |      | II/P    | 20       | Neubau                                                                                   |
| 1815    | Garbisdorf       | St. Katharina           |      |         |          | Neubau                                                                                   |
| 1817    | Wurzen           | St. Marien Dom          |      | II/P    | 25       | Neubau, ersetzt 1932 durch Orgelneubau von Gebrüder Jehmlich, Dresden.Orgel              |
| um 1820 | Crossen          | Dorfkirche              |      | II/P    | 15       | Neubau                                                                                   |
| 1821    | Wintersdorf      | St. Walburga            |      |         |          | Neubau                                                                                   |
| 1823    | Claußnitz        | Dorfkirche              |      | II/P    | 25       | Neubau                                                                                   |
| 1825    | Schwaben         | Dorfkirche              |      | I/P     | 10       | Neubau, 1899 durch neue Orgel der Söhne von Kreutzbach ersetzt                           |
| 1830    | Göpfersdorf      | Dorfkirche              |      | I/P     | 9        | Neubau                                                                                   |
| 1832    | Neukirchen-Wyhra | St. Stephan             |      | I/P     | 11       | Neubau                                                                                   |
| 1833    | Frankenhausen    | Dorfkirche              |      | I/P     | 12       | Neubau                                                                                   |
| 1835    | Lobsdorf         | St. Petri               |      | I/P     | 12       | Neubau                                                                                   |